# La Virginia
La Virginia là một khu tự quản thuộc tỉnh Risaralda, Colombia. Thủ phủ của khu tự quản La Virginia đóng tại La Virginia Khu tự quản La Virginia có diện tích 33 ki lô mét vuông. Đến thời điểm ngày 28 tháng 5 năm 2005, khu tự quản La Virginia có dân số 28404 người.